# تاکائو کاتو
تاکائو کاتو (انگلیسی: Takao Kato؛ زادهٔ ۱ ژانویهٔ ۱۹۶۳) کارگردان فیلم، و فیلم‌نامه‌نویس اهل ژاپن است. وی از سال ۱۹۸۷ میلادی تاکنون مشغول فعالیت بوده‌است.